# 2nd
2nd — второй студийный альбом группы краут-рока Agitation Free.

## Характеристика
Один из лучших инструментальных рок-альбомов Германии 1970-х годов и классика краут-рока. Несмотря на то, что в то время у группы стали нарастать внутренние разногласия, это никак не отразилось на музыке. 2nd предложил смелое сочетание краут-роковых протяжных джемов, непринужденности и экспериментирования. Присутствие акустических гитар и бузуки подчеркивает лёгкость музыки, также как и элегантное гитарное солирование Стефана Диеза, в то время как отдельные пассажи свободной формы уводят в область пограничного звучания. Первый трек «First Communication» — это чистый краут-рок, наиболее тяжелая и драйвовая вещь на альбоме, которой место в любой антологии немецкого рока. Синтезаторный эксперимент Михаэля Хенига «Dialogue and Random» служит прелюдией перед двухчастной «Laila», которая с отважной красотой соединяет прогрессивный рок и джаз-фьюжн. Вторая сторона альбома намного спокойнее. В начале «In the Silence of the Morning Sunrise» слышно чириканье птиц, и такое же пасторальное настроение пропитывает 9-минутную «A Quiet Walk». «Haunted Island» завершается роком в среднем темпе с декламацией стихотворения Эдгара По «Страна снов». Наполненный меллотроном и гитарным джемом, альбом часто вызывал восхищение у тех поклонников прогрессивного рока, которые ориентированы на немедленное восприятие. Однако в действительности альбом слабее предыдущего, хотя это не преуменьшает его бесспорных достоинств.
В определённом смысле 2nd является логическим продолжением Malesch с его двойной гитарной «атакой» (на втором альбоме Швенке на одной из гитар сменил Диез), однако гитары настолько мягкие, что слово «атака» здесь не вполне применимо. Выражение двойная атака более приемлемо для характеристики барабанной игры, так как вплоть до записи альбома группа играла с двумя барабанщиками, напоминая по звучанию The Allman Brothers Band, что нашло отражение и на альбоме. Хотя второй альбом опирается на несколько иные влияния, отказавшись от арабской этники и космического флойдовского эмбиента ради более пасторального западного звучания, оба альбома можно причислить к достижениям группы, хотя ни один из них так и не достиг полного совершенства.

## Список композиций
Все треки написаны Agitation Free
1. «First Communication» — 8:10
2. «Dialogue and Random» — 1:51
3. «Laila, Pt. 1» — 1:41
4. «Laila, Pt. 2» — 6:47
5. «In the Silence of the Morning Sunrise» — 6:33
6. «A Quiet Walk» — 9:15
7. «Haunted Island» — 7:11

## Состав исполнителей
Стефан Диез — гитара
Михаэль Гюнтер — бас
Михаэль Хениг — клавишные, синтезатор
Бургхард Рауш — барабаны, клавишные, меллотрон, перкуссия, звуки, голос
Лутц Улбрих — бузуки, электрогитара, 12-струнная гитара, клавишные